# Linia kolejowa Gdańsk Wąskotorowy – Giemlice
Linia kolejowa Gdańsk Wąskotorowy – Giemlice – wraz z liniami Koszwały – Giemlice, Odrzygość – Koszwały, Giemlice – Pszczółki Wąskotorowe i Koszwały - Stegna Gdańska (na odc. Koszwały - Lewy brzeg Wisły) stanowiła w latach 1905–1974 lewobrzeżną część Gdańskiej Kolei Dojazdowej.

## Historia
Linia została wybudowana przez spółkę Westpreußische Kleinbahnen Aktien-Gesellschaft (WKAG - Zachodniopruska Spółka Małych Kolei). 3 października 1904 roku otwarto dla ruchu towarowego odcinek Koszwały – Cedry Wielkie – Giemlice – Wróblewo. 17 sierpnia 1905 roku oddano do użytku całą linię i rozpoczęto przewozy pasażerskie. Pod zarządem WKAG linia funkcjonowała do lutego 1945 roku, kiedy to saperzy Wehrmachtu rozpoczęli demontaż odcinka Giemlice – Cedry Wielkie – Koszwały w celu pozyskania materiału torowego. W ostatnich tygodniach Wojny linia została zatopiona wraz ze znaczną częścią Żuław. Zniszczeniu uległo również wiele obiektów inżynieryjnych.
W latach 1945–1950 prowadzono prace melioracyjne oraz naprawy zniszczonych torów. W najgorszym stanie były odcinki w okolicach Wiśliny. Ostatecznie linię uruchomiono ponownie dopiero 22 lipca 1950 roku.
Lewobrzeżna część Gdańskiej Kolei Dojazdowej funkcjonowała do 31 grudnia 1973 roku. Do końca pierwszego kwartału 1975 roku tory zostały całkowicie rozebrane.